# Gustavs Klucis

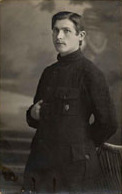
Gustavs Klucis (1915)

Gustavs Klucis (russisch Густав Густавович Клуцис, Transkription Gustaw Gustawowitsch Kluzis, * 4. Januarjul. / 16. Januar 1895greg. nahe Rūjiena, Lettland, Russisches Kaiserreich; † 26. Februar 1938 in Moskau) war ein wegbereitender Fotograf und bedeutendes Mitglied der konstruktivistischen Avantgarde im frühen 20. Jahrhundert, bekannt für seine sowjetische Revolutionspropaganda und spätere stalinistische Propaganda, die er mit seiner Mitarbeiterin und Frau Valentina Kulagina schuf.

## Leben
Gustavs Klucis begann 1912 seine künstlerische Ausbildung in Rīga. 1915 wurde er in die russische Armee eingezogen, er diente in einer Abteilung Lettischer Schützen, bevor er 1918 nach Moskau kam. In den nächsten drei Jahren begann er ein Kunststudium unter Kasimir Malewitsch und Anton Pewsner, trat der Kommunistischen Partei bei, lernte seine langjährige Mitarbeiterin Valentina Kulagina kennen, heiratete sie und schloss die staatliche Kunstschule WChUTEMAS ab. An der Kunstschule blieb er als Professor für Farblehre von 1924 bis zu ihrer Schließung 1930.
Klucis beschäftigte sich für den Rest seines Lebens mit politischer Kunst für den sowjetischen Staat, er schuf sie, lehrte und schrieb über sie. Infolge der Durchsetzung des Stalinismus in der zweiten Hälfte der 1920er und in den 1930er Jahren samt den „Säuberungen“ wurde die künstlerische Freiheit mehr und mehr beschnitten. Klucis und Kulagina gerieten unter wachsenden Druck, ihre Themen und Techniken zu beschränken. Ursprünglich fröhlich, revolutionär und utopisch, war ihre Kunst 1935 zum unterstützenden Instrument von Stalins Personenkult geworden.
Trotz seines aktiven und treuen Dienstes für die Partei wurde Klucis am 17. Januar 1938 in Moskau im Zuge der Lettischen Operation des NKWD verhaftet. Zu dieser Zeit bereitete er sich auf den Besuch der New Yorker Weltausstellung vor. Seine Frau quälte sich monate-, jahrelang wegen seines Verschwindens. 1989 fand man heraus, dass er drei Wochen nach seiner Verhaftung auf dem Butowo-Poligon hingerichtet und in einem Massengrab verscharrt worden war.

## Schaffen

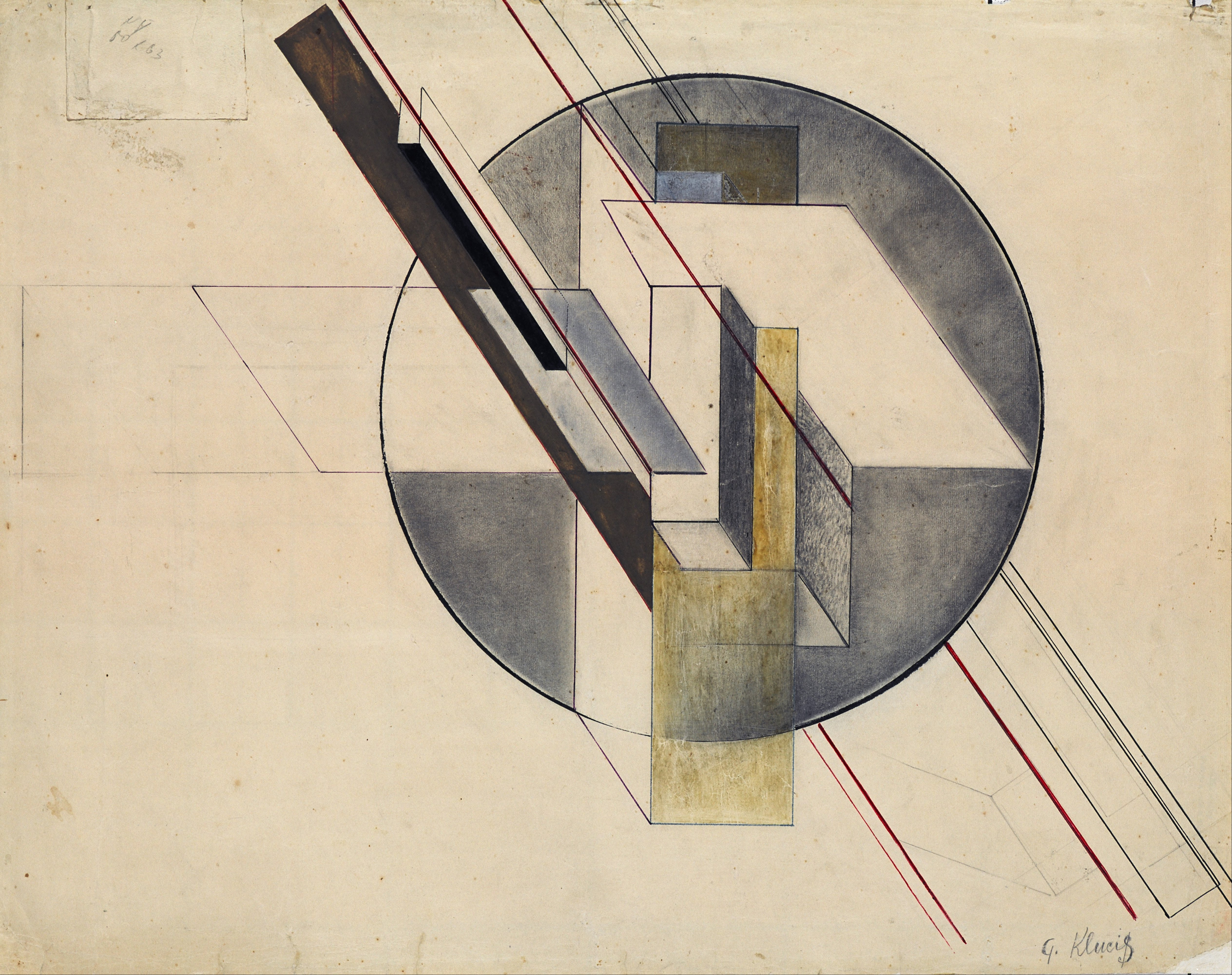
Konstruktion (1921), heute im Lettischen Nationalen Kunstmuseum

Propagandaplakat (1931)

Klucis arbeitete versuchsweise mit verschiedenen Mitteln. Sein erstes bemerkenswertes Projekt war 1922 eine Folge teilweise tragbarer multimedialer Agitprop-Kioske, die auf den Straßen von Moskau installiert wurden und Radiodurchsagen, Bildschirme und Zeitungsaushänge miteinander verbanden, um den fünften Jahrestag der Oktoberrevolution zu feiern. Wie andere Konstruktivisten schuf Klucis Skulpturen, Ausstellungsgegenstände, Illustrationen und kleinere Arbeiten.
Hauptsächlich bekannt sind Klucis und Kulagina jedoch für ihre Fotomontagen. Aus Kostengründen dienten sie sich für diese Bilder oft selbst als Modell, als Stossarbeiter oder Bauern zurechtgemacht. Zu ihren bekanntesten Postern gehören „Die Elektrifizierung des ganzen Landes“ (1920 oder 1921), „Es kann keine revolutionäre Bewegung ohne revolutionäre Theorie geben“ (1927) und „Landwirtschaftliche Stossarbeiter in den Kampf für den sozialistischen Wiederaufbau“ (1932). Klucis nutzt als gestalterische Mittel eine besondere Komposition der Bilder, Verzerrungen von Maßstäben und Räumen, sowie wechselnde und kollidierende Perspektiven. In den späteren Arbeiten wird bevorzugt die Darstellung Stalins, wie er den Jubel eines ausgewählten Teils der sowjetischen Gesellschaft entgegennimmt, als Mittel für dessen Personenkults genutzt.
Klucis ist einer von vier Künstlern, denen die Erfindung der politischen Fotomontage 1918 zugeschrieben wird (neben den deutschen Dadaisten Hannah Höch und Raoul Hausmann und dem Russen El Lissitzky).